# 基督复活 (圣加西盎堂)
《基督复活与圣加西盎和圣则济利亚》（意大利语：Resurrezione di Cristo con i santi Cassiano e Cecilia）是威尼斯画家丁托列托的一幅布面油画，绘制于 1565年，现藏于威尼斯圣加西盎堂。

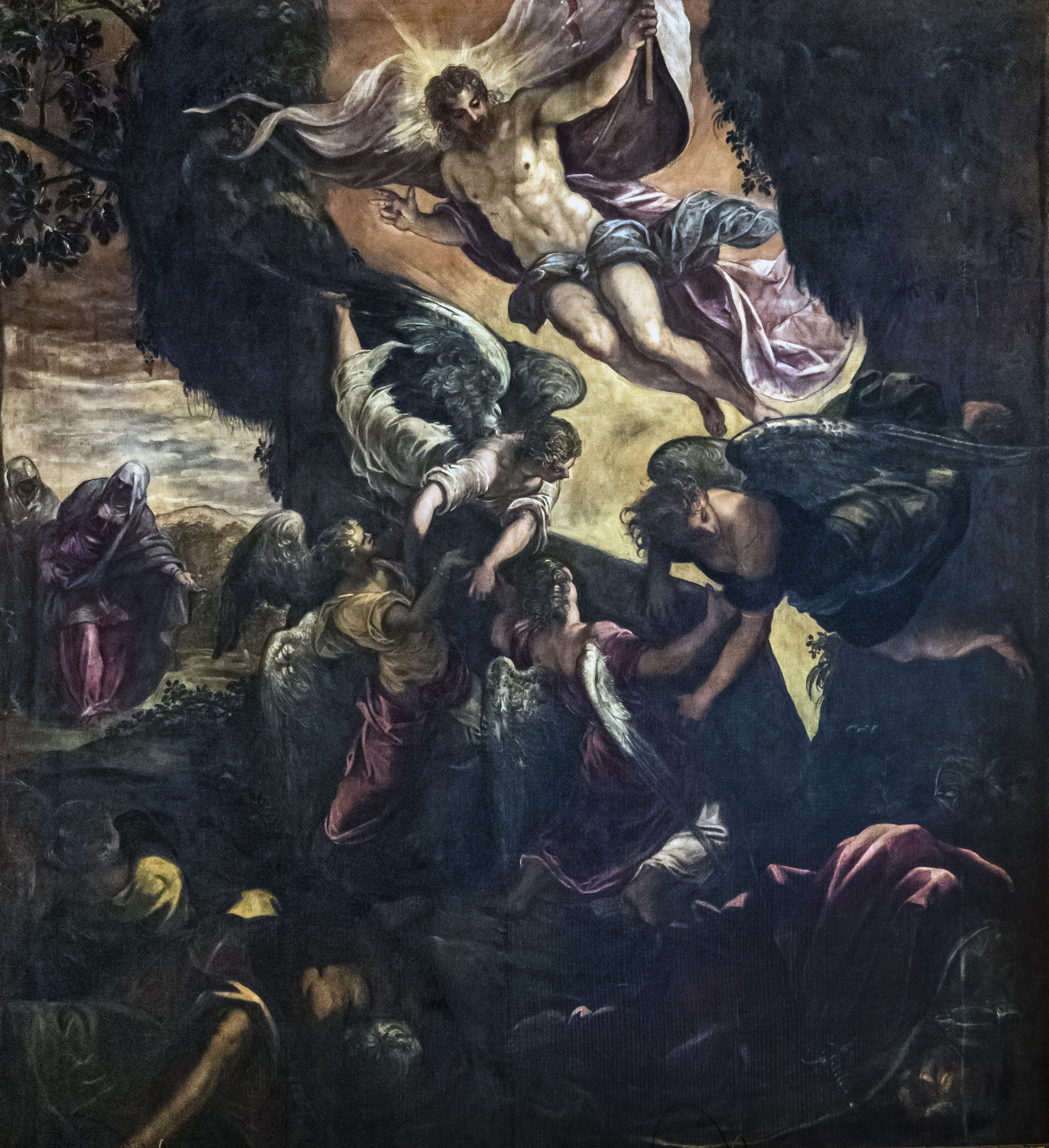
《基督复活 (圣罗格大会堂)》

画作以耶稣复活为主题。基督半裸着从石墓中升起，与《基督复活 (圣罗格大会堂)》不同，这幅画里的基督呈现为垂直而安静的状态，周围是双手合十的小天使，圣加西盎和圣则济利亚头顶上的天使都拿着花环。左侧的圣加西盎穿着主教袍，右边的圣则济利亚抱着手掌；二人中间有两个小天使和乐器。